# Ado Onaiwu
Ado Onaiwu (født 8. november 1995) er en japansk fodboldspiller, som spiller for den japanske fodboldklub Oita Trinita.